# Приятель
«Приятель» (англ. The Boy Friend) — кинофильм режиссёра Кена Рассела, снятый в Великобритании в 1971 году. Мюзикл, жанровая пародия в стиле музыкальных шоу конца 1920-х годов — начала 1930-х годов на основе одноимённого произведения Санди Вилсона (1954 год). Первая работа в кино модели Лесли Хорнби — «Твигги», за которую в 1972 году она была удостоена двух премий «Золотой глобус» в номинациях «Лучший актёрский дебют в женской роли» и «Лучшая женская роль в комедии или мюзикле».

## Сюжет
В небольшом музыкальном театре идёт утренний прогон шоу. Местная примадонна Рита (Джексон) повредила лодыжку и для её замены на сцену выпускают помощницу менеджера Полли Браун (Твигги). К несчастью для многих, именно в этот день в театр прибывает голливудский режиссёр и продюсер Де Трилль (Шейбел, пародийная аллюзия на Де Милля), для отбора новых актёров. Сосредоточенная на точное попадание в образ, слова и ноты, Полли выгодно отличается от других артистов, пытающихся лишь произвести впечатление на Де Трилля. Особенно она нежна и трогательна в номерах со своим возлюбленным, актёром и танцором Тони (Гейбл). Отдельные комические эффекты создаёт скромная по бюджету постановка провинциального театра, где декорации регулярно обрушиваются на актёров, а идиотские задумки персонала могут изменить сюжетную линию прямо по ходу представления. Пафосный режиссёр Макс (Адриан) вынужден лишь сожалеть об отсутствии достаточных средств.

## В ролях
- Твигги — Полли Браун
- Кристофер Гейбл — Тони, танцор шоу
- Макс Адриан — Макс, режиссёр шоу
- Гленда Джексон — театральная примадонна (в титрах не указана)[3]
- Владек Шейбел — Де Трилль, режиссёр и продюсер из Голливуда
- Брайн Прингл — Перси Паркхилл
- Мюррей Мелвин — Альфонсо
- Барбара Виндзор — Рози / Гортензия

## Художественные особенности
Художественными приёмами, декорациями, хореографией Кен Рассел прямо цитирует и отдаёт дань глубокого уважения кинорежиссёру и постановщику танцев 1930-х годов Басби Беркли. Фильм вышел в тот же год, что и другая картина Рассела — «Дьяволы» (англ. «The Devils»), чрезвычайно жёсткий, жестокий, натуралистичный фильм. Все, кому понравились «Дьяволы», обманулись в ожиданиях от лёгкого и весёлого «Приятеля», отвергнувшие первый фильм — не пошли и на второй того же режиссёра. Картину постиг кассовый провал.

## Критика и отзывы
- Мнение известного американского кинокритика Роджера Эберта об английской редакции мюзикла: «… мы точно установили существенную визуальную скудность „Приятеля“ Кена Рассела. Это музыкальная, как задумано, пародия на мюзиклы Беркли 1930-х годов, конечно, но через некоторое время мы понимаем, что Рассел стоит на стороне Беркли. <…> Не похоже, что Рассел получал удовольствие (от съёмок). Он как будто не хотел извлечь магию прекрасных песен Санди Вилсона».[6]
- « Как обычно, Рассел создаёт (или разрушает — зависит от вашей точки зрения) музыкальную комедию с чрезмерной, возмутительной и экстравагантной стилистикой, создавая в результате текстуру манерного фильма, который стал культовым для многих зрителей.»[7]

## Награды и номинации
- 1971 — премия Национального совета кинокритиков США за лучшую режиссуру (Кен Рассел), а также включение в десятку лучших фильмов года.
- 1972 — две премии «Золотой глобус» в номинациях «Лучший актёрский дебют в женской роли» и «лучшую женскую роль в комедии или мюзикле» (обе — Твигги), а также номинация за лучший фильм — комедия или мюзикл.
- 1972 — номинация на премию «Оскар» за лучшую музыкальную адаптацию (Питер Максвелл Дэвис и Питер Гринвелл).
- 1972 — номинация на премию Гильдии сценаристов США за лучшую адаптированную комедию (Кен Рассел).
- 1973 — номинация на премию BAFTA за лучшую мужскую роль второго плана (Макс Адриан, посмертно).